# Józef (Korolow)
Józef, imię świeckie Oleg Giennadjewicz Korolow (ur. 16 września 1977 w Bijsku) – rosyjski biskup prawosławny.

## Życiorys
Pochodzi z rodziny robotniczej. W 1994 r., po ukończeniu dwóch klas technikum politechnicznego, wstąpił jako posłusznik do monasteru Narodzenia Matki Bożej i św. Pafnucego Borowskiego. 14 marca 2002 r. został postrzyżony w riasę, przyjmując imię Józef na cześć świętego mnicha Józefa Wołockiego. 14 grudnia 2002 r. przyjął święcenia diakońskie. 25 marca 2005 r. złożył wieczyste śluby mnisze, zachowując dotychczasowe imię, lecz przyjmując jako nowego patrona świętego mnicha Józefa z Optiny. 10 kwietnia 2002 r. został wyświęcony na hieromnicha. Seminarium duchowne w Kałudze, a następnie Moskiewską Akademię Duchowną, ukończył zaocznie, uzyskując dyplom końcowy w 2014 r. Od tego też roku wykładał w kałuskim seminarium historię Kościoła.
W 2008 r. powierzono mu obowiązki przełożonego placówki filialnej macierzystego monasteru przy cerkwi Opieki Matki Bożej w Borowsku. W 2013 r. został redaktorem naczelnym monasterskiego wydawnictwa. W 2016 r. został kierownikiem centrum duchowno-edukacyjnego Pokrow w Borowsku.
11 marca 2020 r. został nominowany na biskupa tarusskiego, wikariusza eparchii kałuskiej. W związku z tą nominacją został 21 marca podniesiony do godności archimandryty. Jego chirotonia biskupia odbyła się 19 sierpnia 2020 r. w soborze Chrystusa Zbawiciela w Moskwie pod przewodnictwem patriarchy moskiewskiego i całej Rusi Cyryla.
29 grudnia 2020 r. przeniesiony do eparchii moskiewskiej miejskiej jako wikariusz patriarszy z tytułem biskupa możajskiego. Jednocześnie został namiestnikiem Pustelni Optyńskiej.